# I liga polska w piłce nożnej
I liga polska w piłce nożnej (Betclic 1. liga) – druga w hierarchii klasa męskich ligowych rozgrywek piłkarskich w Polsce, będąca jednocześnie drugim szczeblem centralnym (II poziom ligowy). Zmagania w jej ramach toczą się cyklicznie (co sezon) systemem kołowym (mecz i rewanż), a przeznaczone są dla 18 polskich drużyn klubowych. Dwa najlepsze zespoły końcowej tabeli uzyskują bezpośredni awans do Ekstraklasy, ekipy z miejsc 3-6 walczą o awans w barażach, zaś trzy najsłabsze drużyny relegowane są do II ligi. Od początku zarządzana przez Polski Związek Piłki Nożnej. Kluby zrzeszone są w stowarzyszeniu Pierwsza Liga Piłkarska (PLP). Do sezonu 2007/08 nosiła nazwę II liga.
Od lutego 2017 r. do czerwca 2018 r. rozgrywki nosiły marketingową nazwę Nice I liga. Od sezonu 2018/19 do sezonu 2023/24 ich nazwa brzmiała Fortuna I liga. Od sezonu 2024/25 sponsorem tytularnym został Betclic.

## Historia

### Krajowa klasa B
W 1913 r. i 1914 r. przeprowadzono dwie edycje piłkarskich mistrzostw Galicji – określanych mianem mistrzostw klasy A – w których udział wzięły cztery czołowe polskie drużyny klubowe zaboru austriackiego. Równocześnie – dla pozostałych 20 polskich zespołów działających na obszarze Galicji – zorganizowano rozgrywki klasy B. Nie była to co prawda klasyczna liga – w dodatku jej zwycięzca nie wywalczał promocji do klasy A – jednak to właśnie od tego momentu można mówić o hierarchiczności zmagań piłkarskich w Polsce i uznać owe rozgrywki za pierwsze w historii polskiej piłki nożnej zmagania drugiego szczebla. Również w 1921 r., podczas nieligowych mistrzostw Polski, istniał podział na dwie klasy. Zwycięzcy okręgowych klas A walczyli o tytuł mistrza Polski, natomiast dla słabszych drużyn, triumfatorów klas B zorganizowano wspólne rozgrywki finałowe. Wystąpiły w nich 4 zespoły: Cracovia II, Pogoń II Lwów, AZS Warszawa i Union Łódź, z których najlepsze okazały się rezerwy Cracovii. Z przyczyn finansowych w kolejnych latach zrezygnowano z ich przeprowadzania.

### Turnieje barażowe (okres międzywojenny)
Później, w okresie międzywojennym nie było stopni pośrednich pomiędzy Ekstraklasą a mistrzostwami okręgów (czyli rozgrywkami regionalnymi). Problem awansów do I ligi polskiej rozwiązywały turnieje barażowe. Raz na jakiś czas pojawiały się jednak koncepcje jej utworzenia, których w rzeczywistości nigdy nie zrealizowano. 2 listopada 1929 projekt jej powołania zaproponował na swych łamach Przegląd Sportowy. Idea nie została podchwycona przez piłkarską centralę, więc dalsze próby jej forowania porzucono. Do pomysłu wrócono niemal dekadę później. W niedzielę, 26 września 1937 odbyła się w Częstochowie konferencja przedstawicieli ośmiu klubów A-klasowych, podczas której omawiano szczegóły utworzenia ogólnokrajowej II ligi, a uczestniczyli w niej delegaci:
- Brygady Częstochowa,
- Dębu Katowice,
- Gryfa Toruń,
- Rewery Stanisławów,
- Strzelca Janowa Dolina,
- Śmigłego Wilno,
- Unii Sosnowiec,
- WKS Grodno.

Dodatkowo do udziału w niej zaproszono przedstawicieli czterech kolejnych drużyn, którzy jednakże nie pojawili się na spotkaniu. Były to:
- HCP Poznań,
- Naprzód Lipiny,
- Podgórze Kraków,
- Union Touring Łódź.

Podczas konferencji rozmawiano o utworzeniu narodowej B-klasy, którą miało tworzyć wspomnianych 12 klubów, jednak i z tego projektu nic nie wyszło. Turnieje barażowe o awans do Ekstraklasy były w czasach międzywojennych sprawą dość skomplikowaną. Najpierw należało wygrać właściwą miejscowo regionalną A-klasą. Następnie rozgrywano spotkania między mistrzami A-klas z sąsiednich województw, wyłaniając w ten sposób mistrza makroregionu. Ostatnim etapem były zaś ogólnopolskie baraże, do których przystępowali czterej mistrzowie makroregionów: Polski płd.-zach., Polski płd.-wsch., Polski płn.-zach. oraz Polski płn-wsch. Z tego grona do Ligi awansowały dwa kluby. Przykładem na opisanie tego procesu są baraże, które miały miejsce jesienią 1937. Zwycięzca warszawskiej A-klasy Polonia Warszawa, spotkała się najpierw z mistrzami sąsiednich okręgów – Gryfem Toruń, HCP Poznań oraz Unionem-Touring Łódź, a zwyciężając w tym turnieju została mistrzem północno-zachodniej Polski. W barażach ogólnopolskich warszawianie grali ze Śmigłym Wilno (mistrz płn.-wsch. Polski), Unią Lublin (mistrz płd.-wsch. Polski) oraz Brygadą Częstochowa (mistrz płd.-zach. Polski). Z grona tych czterech drużyn awans do Ekstraklasy sezonu 1938 wywalczyły Polonia oraz Śmigły, które zastąpiły spadkowiczów – Garbarnię Kraków oraz Dąb Katowice.

### Powstanie rozgrywek

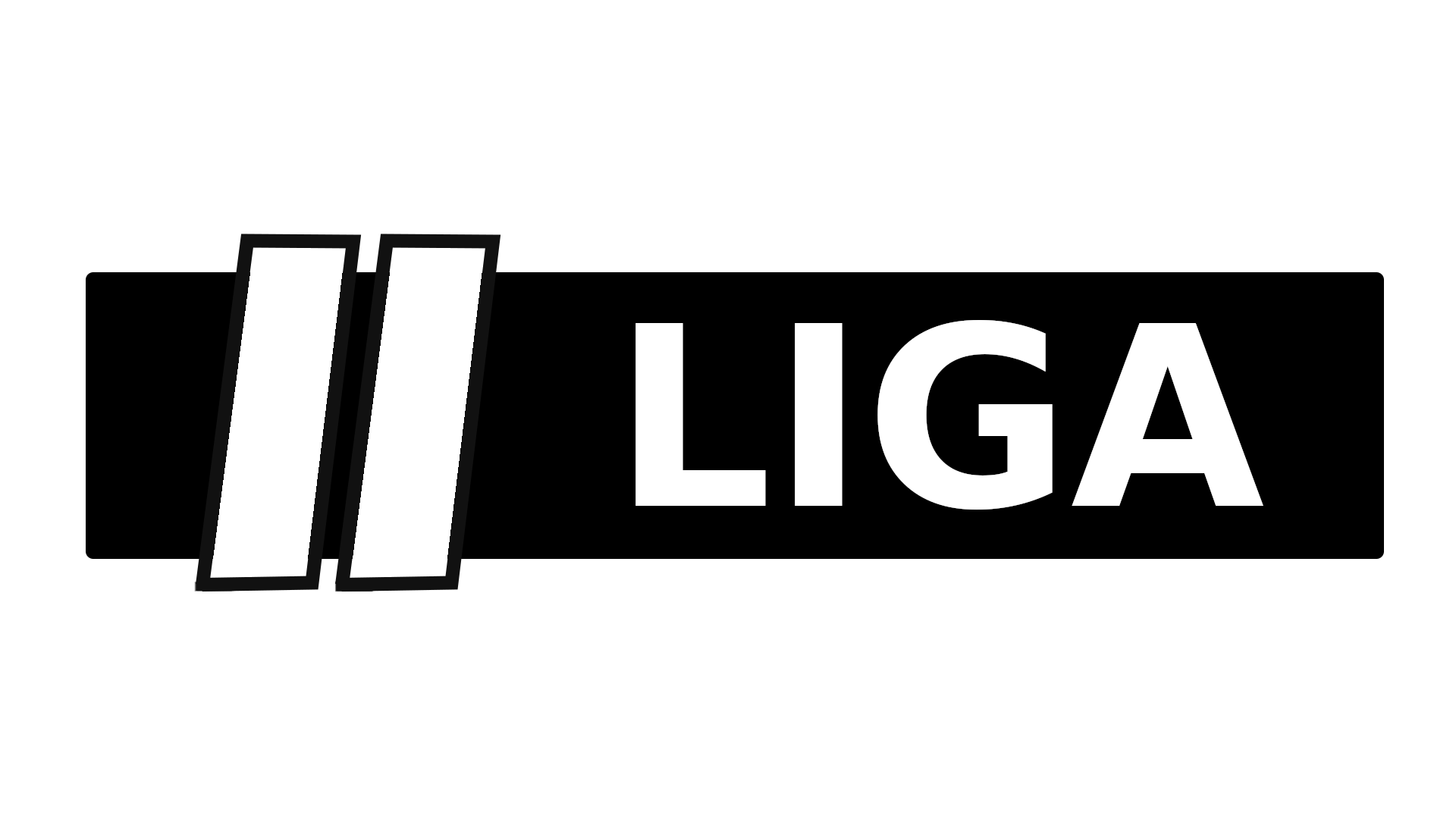
Logo II ligi

Pierwsze, realne plany zawiązania właściwej II ligi polskiej pojawiły się w 1947 r. Już rok później, w trakcie 31. Walnego Zgromadzenia PZPN (zorganizowanego w Warszawie w dniach 14 lutego i 15 lutego 1948) projekt jej utworzenia próbowali przeforsować delegaci z Gdańska. Przeciwni temu byli jednak działacze z najsilniejszych piłkarsko ośrodków (Warszawa, Łódź, Kraków, Śląsk) i koncepcję tę trzeba było odłożyć do następnego spotkania. Tak się też stało i podczas 32. Nadzwyczajnego Walnego Zgromadzenia PZPN w Warszawie, uchwałą z dnia 30 maja 1948, formalnie powołano II ligę państwową (jak ją pierwotnie nazywano), mającą liczyć 18 drużyn grających w jednej grupie. Jednak w przeddzień oficjalnego startu – uchwałą PZPN z 19 lutego 1949 – powiększono ją do 20 klubów, dzieląc przy tym na dwie grupy: północną i południową (w każdej po 10 drużyn). Pierwsze mecze (w sumie 10 spotkań) rozegrano 20 marca 1949 podczas inauguracyjnej kolejki sezonu 1949. Premierowego gola zdobył Józef Kokot (piłkarz Naprzodu Lipiny) w pojedynku przeciwko Błękitnym Kielce. Pierwszymi zwycięzcami zostały: Garbarnia Kraków (w grupie północnej) i Górnik Radlin (w grupie południowej) i to one awansowały do Ekstraklasy. Formalnie tytuł mistrza II ligi polskiej przyznano jednak tylko „Górnikom”, którzy po dramatycznym barażowym trójmeczu ograli krakowian (4:2, 0:2 i 4:3). Tytuły pierwszych drugoligowych królów strzelców wywalczyli: w grupie północnej – Mieczysław Nowak (Garbarnia Kraków) z 24 bramkami (później słusznie uznany za króla strzelców całych rozgrywek), zaś w grupie południowej – Franke (Górnik Radlin), strzelec 19 goli. Niezbyt chlubne miano pierwszych spadkowiczów przypadło natomiast: Ognisku Siedlce i PTC Pabianice (w grupie północnej) oraz Błękitnym Kielce i Pafawagowi Wrocław (w grupie południowej).

### Różne formuły rozgrywek
Później II liga polska wielokrotnie zmieniała swoją formułę – rozgrywana była w jednej, dwóch lub czterech (jedynie w latach 1951–1952) grupach. 4 lutego 1951 podjęto bowiem uchwałę o przekształceniu II ligi polskiej na wzór radziecki tak, by każde z 17 nowo utworzonych województw miało przynajmniej jeden zespół w tej klasie, toteż już w sezonie 1951 wystąpiły w niej aż 32 drużyny (po 8 ekip w każdej z 4 grup). Dodatkowo, przed sezonem 1952 powiększono ją o kolejnych 8 zespołów, do – rekordowej w całej historii tej klasy – liczby 40 drużyn, grających nadal w 4 grupach. Różnice w poziomie były jednak na tyle znaczne, że po roku wycofano się z tego pomysłu i w marcu do rozgrywek sezonu 1953 dopuszczono jedynie 14 ekip. Wycofanie prawie 1/3 wcześniejszego składu stało się zaczątkiem utworzenia III ligi polskiej. Systemem jednogrupowym grano przez cztery kolejne sezony (w edycji 1954 – na skutek wycofania się Lotnika Warszawa i Zawiszy Bydgoszcz – w zaledwie jedenastozespołowym gronie, co do dziś jest najmniejszą liczbą w historii).
Uchwałą z 16 lutego 1957 powiększono II ligę polską – od sezonu 1957 – do 24 drużyn (grających ponownie w dwóch grupach). Kolejna zmiana nastąpiła przed sezonem 1961, gdy to 18 lutego 1961 połączono obydwie grupy w jedną 18-zespołową, by po roku (17 lutego 1962) znów je podzielić na dwie (zaledwie 8-zespołowe). Ta reforma miała jednak logiczne uzasadnienie, bowiem podczas 47. Walnego Zgromadzenia (sprawozdawczego) PZPN, obradującego Warszawie w dniach 17 lutego i 18 lutego 1962, podjęto uchwałę by od sezonu 1963 (a formalnie 1962/1963) – wzorem niższych klas rozgrywkowych – przejść z systemu „wiosna-jesień” na bardziej europejski model „jesień-wiosna” (podobnie miało się stać w przypadku Ekstraklasy). Pierwszą kolejkę nowego systemu (będącą jednocześnie inauguracyjną sezonu 1962/1963) rozegrano 11 sierpnia 1962. Od tego czasu w jednej grupie II ligi polskiej występowało niezmiennie 16 klubów. O tym, że przemyślane koncepcje są dużo trwalsze, niż „genialne” przebłyski niech świadczy fakt, iż przez następnych 11 sezonów... nic już nie zmieniono.
27 czerwca 1973 uchwałą Prezydium PZPN – na fali euforii, spowodowanej wspaniałymi występami narodowej reprezentacji Polski Kazimierza Górskiego – postanowiono od sezonu 1973/1974 dwukrotnie powiększyć II ligę polską (dwie grupy po 16 drużyn). W tenże sposób i z niezmienną liczbą drugoligowców (czyli w sumie 32) grano przez kolejnych 16 sezonów (do sezonu 1988/1989), zmieniały się tylko osie nazw grup (raz „północ-południe”, raz „wschód-zachód”). Dopiero w 1989 – poniekąd na fali przemian ustrojowych kraju – postanowiono przy okazji zreformować rodzimą piłkę. W ten sposób od sezonu 1989/1990 II liga polska liczyła 20 klubów, grających w jednej grupie. Eksperyment ów przetrwał zaledwie dwa lata (do sezonu 1990/1991) i od edycji 1991/1992 grano z powrotem w dwóch grupach (tym razem już 18-zespołowych).
System dwugrupowy utrzymał się do sezonu 1998/1999 (jedynie przed edycją 1998/1999 – pod kątem planowanej reformy – zmniejszono liczbę klubów w każdej z nich do 14). W 1999 połączono obydwie grupy w jedną (aż 24-drużynową), tak więc w sezonie 1999/2000 każda z ekip rozegrała aż 46 ligowych bojów, co jest absolutnym rekordem w długiej historii polskiego futbolu i pewnie przez całe dekady takim pozostanie. Motywem przewodnim reformy PZPN była 20-zespołowa II liga polska i w sezonie 2000/2001 udało się do niego dojść. Po dwóch latach – przed sezonem 2002/2003 – zmniejszono liczbę klubów do 18. Mistrz oraz wicemistrz uzyskiwali bezpośredni awans do I ligi, natomiast drużyna z 3. miejsca rozgrywała dwumeczowy baraż z 14. zespołem I ligi. Cztery ostatnie kluby (z miejsc 15., 16., 17. i 18.) spadały bezpośrednio do starej III ligi polskiej, zaś cztery kolejne (z miejsc 11., 12., 13. i 14.) rozgrywały dwumeczowe baraże z wicemistrzami poszczególnych grup starej III ligi (o układzie poszczególnych par decydowało losowanie). W sezonie 2008/2009 nastąpiła reorganizacja rozgrywek, wskutek której nazwa I ligi przypadła drugiemu poziomowi rozgrywkowemu. Od tego czasu najwyższą klasą rozgrywkową w Polsce jest Ekstraklasa.

### Od 2009
Od sezonu 2009/2010 zmieniono po raz kolejny zasady awansów i spadków. Wówczas do Ekstraklasy bezpośrednio awansowały dwie najlepsze drużyny, a do II ligi spadały cztery ostatnie kluby. Od sezonu 2014/2015 15. drużyna ligi miała szansę na utrzymanie się w I lidze, jednak w tym celu musiała rozegrać dwa mecze barażowe z 4. drużyną II ligi. Od sezonu 2018/2019 zrezygnowano z rozgrywania barażów, dlatego 15. miejsce w I lidze gwarantowało bezpośrednie utrzymanie. Do grania w lidze upoważnia otrzymanie od PZPN licencji na dany sezon rozgrywkowy. Jednym z wymogów licencyjnych jest posiadanie oświetlenia na stadionie. Od 2020 r. niezbędna będzie również podgrzewana murawa. Kolejna ważna zmiana została wprowadzona od sezonu 2019/20. Od tego czasu do Ekstraklasy mogą awansować aż 3 kluby. Pierwsze dwa awansują bezpośrednio. Z kolei drużyny z miejsc 3–6 rozegrają między sobą mecze barażowe. Z ligi spadać będą nadal trzy drużyny.

### Pierwsza Liga Piłkarska
W 2014 r. przekształcono stowarzyszenie Piłkarska Liga Polska (działające od 2001 r.) w stowarzyszenie Pierwsza Liga Piłkarska (PLP) z siedzibą w PZPN. W latach 2012–2016 prezesem PLP był Michał Listkiewicz. Od 2016 r. do lipca 2019 r. funkcje prezesa pełniła Martyna Pajączek. 19 lipca 2019 prezesem PLP wybrano Marcina Janickiego. PLP jest organizacją piłkarskich klubów I ligi, mającą na celu rozwój współpracy pomiędzy nimi, w szczególności w zakresie podejmowania decyzji istotnych dla funkcjonowania tych rozgrywek, promocję I ligi oraz zwiększenie zainteresowania rozgrywkami I ligi wśród obecnych i potencjalnych kibiców piłki nożnej.
Ważną cechą klubów I ligi jest ich lokalność – są ważne dla lokalnych społeczności, starają się przyciągać na trybuny rodziny, prowadzą szkolenie piłkarskie dla dzieci i młodzieży, a jednocześnie angażują przedstawicieli lokalnego biznesu. Dużą rolę w życiu klubów odgrywają działania charytatywne i zaangażowanie w życie lokalnej społeczności.

#### Władze
Zarząd PLP liczy trzy osoby. Prezesem jest Marcin Janicki. Funkcje wiceprezesów pełnią Leszek Bartnicki, który był prezesem GKS Tychy, a obecnie sprawuje tę funkcję w Resovii Rzeszów oraz Zbigniew Prejs, na co dzień związany z Chrobrym Głogów. W komisji rewizyjnej zasiadają Dawid Błaszczykowski, Bogdan Kłys, Piotr Sadczuk i Tomasz Lisiński.

### I liga w telewizji i Internecie
Od sezonu 2006/07 do sezonu 2007/08 rozgrywki były pokazywane przez Telewizję Polską na antenach TVP Sport, TVP3 oraz TVP Info. Umowa - gwarantująca pokazywanie dwóch meczów w kolejce oraz magazynu ligowego – miała obowiązywać przez trzy sezony (do czerwca 2009), jednak 26 września 2008 PZPN podjął uchwałę o wypowiedzeniu umowy ze skutkiem natychmiastowym. W październiku 2008 prawa medialne do "nowej" I ligi nabyła Telekomunikacja Polska S.A., która oprócz transmitowania spotkań na antenie Orange Sport i Orange Sport Info produkowała również magazyn podsumowujący każdą kolejkę. Umowa była przedłużana aż do końca sezonu 2014/2015. Na początku 2015 roku PZPN podpisał 3-letnią umowę z Telewizją Polsat na pokazywanie dwóch spotkań z każdej kolejki I ligi wraz z magazynem ligowym, począwszy od sezonu 2015/2016 do sezonu 2017/2018. Umowa została przedłużona na kolejne 3 sezony od 2018/2019 do 2020/2021. W kwietniu 2020 roku umowa została przedłużona po raz kolejny i obowiązuje do sezonu 2023/2024. Wszystkie mecze rozgrywek są dostępne odpłatnie w streamingu, drogą internetową za pośrednictwem usługi Polsat Box GO, dostępnej w aplikacjach dedykowanych m.in. dla smartfonów, tabletów, telewizorów, a także poprzez stronę internetową dla komputerów stacjonarnych i laptopów. Trzy mecze każdej kolejki są emitowane na antenach Polsat Sport i niekiedy także Polsat Sport Extra lub Polsat Sport News. Mecze internetowe realizowane są minimum z czterech kamer, z powtórkami, z komentarzem oraz oprawą graficzną.. Wszystkie magazyny ligowe dostępne były po ich premierze na kanałach Polsat Sport, w serwisie Polsat Box Go oraz na stronie internetowej polsatsport.pl.

### Sponsorzy
Przez kilka miesięcy sezonu 2009/10 sponsorem tytularnym ligi była firma bukmacherska Unibet, jednakże z powodu uchwalenia przez polski rząd ustawy antyhazardowej współpracę zakończono.

#### Nice I liga
W lutym 2017 r. PLP sfinalizowała rozmowy z firmą Nice – producentem automatyki do bram, która była sponsorem tytularnym ligi do końca czerwca 2018 r. W tym samym czasie udało się również sfinalizować rozmowy ze sponsorem oficjalnym Fortuna Online Zakłady Bukmacherskie Sp. z o.o. oraz z partnerem ligi firmą Oshee.

#### Fortuna I liga
W lipcu 2018 r. podpisano nową umowę z firmą Fortuna Online Zakłady Bukmacherskie Sp. z o.o, na mocy której stała się ona sponsorem tytularnym ligi na trzy kolejne sezony. Przedłużono również na kolejny sezon umowę z firmą OSHEE. W lutym 2021 r. umowa ze sponsorem tytularnym firmą Fortuna została przedłużona do końca sezonu 2023/2024. Pierwsza Liga Piłkarska związała się także umową z firmą motoryzacyjną Suzuki Motor Poland, a także firmą telekomunikacyjną INEA. W tym czasie rozgrywki współpracowały także z innymi partnerami takimi jak firma FoodCare, Zarys, Zakopiańska czy Galicjanka.

#### Betclic I liga
Od sezonu 2024/25 sponsorem tytularnym został Betclic.

### Pro Junior System
Na zapleczu Ekstraklasy ważne jest szkolenie młodzieży w przy klubowych akademiach. Ponadto w I lidze w każdym meczu obowiązkowo musi grać jeden młodzieżowiec. Od sezonu 2016/17 w I lidze zaczął obowiązywać program Pro Junior System, który nagradza drużyny grające zawodnikami do 21. roku życia. Klubom przyznawane są punkty za spędzony przez zawodników czas na boisku. W pierwszym sezonie dla pięciu najlepszych drużyn PZPN przewidział w sumie 4,5 mln zł, w kolejnym dla siedmiu najlepszych drużyn 6 mln zł. Od sezonu 2021/22 pula nagród została zwiększona o dodatkowe 3 mln zł, które dzielone jest proporcjonalnie do minut rozegranych przez młodzieżowców we wszystkich klubach. 

### System VAR
Po raz pierwszy w historii I ligi system VAR został użyty w meczu Chojniczanka Chojnice – Raków Częstochowa (sezon 2017/18). Od sezonu 2021/22 na stałe do pierwszoligowych rozgrywek został wprowadzony system VAR-Light (uproszczona wersja systemu VAR), a PZPN był jedną z pierwszych federacji na świecie, która podjęła się pilotażowego projektu. Sędziowie w tej wersji systemu nie mają do dyspozycji operatora powtórek, a sygnał dochodzący do VAR musi pochodzić z minimum czterech kamer.

### Model rozgrywek
| Sezony              | Liczba grup | Liczba drużyn w grupie | Liczba drużyn |
| ------------------- | ----------- | ---------------------- | ------------- |
| 1949-1950           | 2           | 10                     | 20            |
| 1951                | 4           | 8                      | 32            |
| 1952                | 4           | 10                     | 40            |
| 1953-1956           | 1           | 14                     | 14            |
| 1957-1960           | 2           | 12                     | 24            |
| 1961                | 1           | 18                     | 18            |
| 1962                | 2           | 8                      | 16            |
| 1962/63-1972/73     | 1           | 16                     | 16            |
| 1973/74-1988/89     | 2           | 16                     | 32            |
| 1989/1990-1990/1991 | 1           | 20                     | 20            |
| 1991/92-1997/98     | 2           | 18                     | 36            |
| 1998/99             | 2           | 14                     | 28            |
| 1999/2000           | 1           | 24                     | 24            |
| 2000/2001-2001/2002 | 1           | 20                     | 20            |
| 2002/2003-          | 1           | 18                     | 18            |

## Wymogi licencyjne
Kluby, uczestniczące w tej klasie rozgrywkowej od sezonu 2018/19 muszą spełnić następujące kryteria infrastrukturalne:

### Wymagania dot. stadionu
- min. 2000 miejsc siedzących (w tym min. 500 miejsc zadaszonych),
- oświetlenie o natężeniu min. 1400 luksów,
- podgrzewana murawa,
- system monitoringu wizyjnego.

### Wymagania dot. obiektów treningowych
Minimalna infrastruktura musi obejmować:
- dwa pełnowymiarowe boiska treningowe, o wymiarach odpowiadających wymiarom boiska głównego lub o szerokości min. 60 m i długości min. 100 m;
- jedno pełnowymiarowe boisko ze sztuczną trawą, na użytkowanie którego zgodę wyraził właściwy Wojewódzki ZPN[19].

## I liga w sezonie 2024/25
| Uczestnicy poprzedniej edycji                                                                                 | Uczestnicy poprzedniej edycji | Uczestnicy poprzedniej edycji | Uczestnicy poprzedniej edycji |
| --- | ----------------------------- | ----------------------------- | ----------------------------- |
| ARK | Arka Gdynia                   | 3                             |                               |
| GKŁ | Górnik Łęczna                 | 5                             |                               |
| ODO | Odra Opole                    | 6                             |                               |
| WPŁ | Wisła Płock                   | 7                             |                               |
| MIE | Miedź Legnica                 | 8                             |                               |
| TYC | GKS Tychy                     | 9                             |                               |
| WKR | Wisła Kraków                  | 10                            |                               |
| STR | Stal Rzeszów                  | 11                            |                               |
| CHG | Chrobry Głogów                | 12                            |                               |
| ZNI | Znicz Pruszków                | 13                            |                               |
| BBT | Bruk-Bet Termalica Nieciecza  | 14                            |                               |
| PWA | Polonia Warszawa              | 15                            |                               |
| Spadek z Ekstraklasy 2023/2024                                                                                |                               |                               |                               |
| WAR | Warta Poznań                  | 16                            |                               |
| RCH | Ruch Chorzów                  | 17                            |                               |
| ŁKS | ŁKS Łódź                      | 18                            |                               |
| Awans z II ligi 2023/2024                                                                                     |                               |                               |                               |
| PSI | Pogoń Siedlce                 | 1                             |                               |
| KOT | Kotwica Kołobrzeg             | 2                             |                               |
| po barażach                                                                                                   |                               |                               |                               |
| SSW | Stal Stalowa Wola             | 4                             |                               |
| Oznaczenia: - kolumna pierwsza – skróty nazw drużyn, - kolumna trzecia – miejsce zajęte w poprzednim sezonie. |                               |                               |                               |

## II liga polska (1949–2008)
Nazwy drużyn, które wywalczyły awans do I ligi (ekstraklasy) wytłuszczono.
Ponieważ grupy dawnej II ligi były różnie oznaczane w różnych okresach, poniżej opisano je zgodnie z geograficzną lokalizacją ich obszarów (Pn – północna, Pd – południowa, Z – zachodnia, W – wschodnia, a przy czterech grupach – odpowiednio PnZ, PnW, PdZ, PdW).
| Sezon     | Gr. | 1. miejsce                       | 2. miejsce                   | 3. miejsce, ewentualnie 4. miejsce          |
| --------- | --- | -------------------------------- | ---------------------------- | ------------------------------------------- |
| 1949      | Pn  | Garbarnia Kraków                 | Lublinianka Lublin           | Radomiak Radom                              |
| 1949      | Pd  | Górnik Radlin                    | Tarnovia Tarnów              | Naprzód Lipiny                              |
| 1950      | Z   | Gwardia Szczecin                 | Stal Sosnowiec               | Kolejarz (Brda) Bydgoszcz                   |
| 1950      | W   | Ogniwo (Polonia) Bytom           | Stal (Baildon) Katowice      | Ogniwo (Tarnovia) Tarnów                    |
| 1951      | PnZ | Budowlani (Lechia) Gdańsk        | Stal (Warta) Poznań          | Kolejarz (Pomorzanin) Toruń                 |
| 1951      | PnW | Gwardia Warszawa                 | OWKS (Lublinianka) Lublin    | Włókniarz (Bzura) Chodaków                  |
| 1951      | PdZ | Górnik Wałbrzych                 | Górnik Zabrze                | Górnik (Szombierki) Bytom                   |
| 1951      | PdW | OWKS (Wawel) Kraków              | Stal Sosnowiec               | Górnik (Concordia) Knurów                   |
| 1952      | PnZ | OWKS (Zawisza) Bydgoszcz         | Gwardia Bydgoszcz            | Kolejarz (Polonia) Leszno                   |
| 1952      | PnW | Gwardia Warszawa                 | Lotnik Warszawa              | Spójnia (Marymont) Warszawa                 |
| 1952      | PdZ | Budowlani (Odra) Opole           | Górnik Wałbrzych             | Stal Sosnowiec                              |
| 1952      | PdW | Włókniarz (Garbarnia) Kraków     | Ogniwo (Tarnovia) Tarnów     | Gwardia Lublin                              |
| 1953      |     | Gwardia Bydgoszcz                | Włókniarz (ŁKS) Łódź         | Kolejarz (Polonia) Warszawa                 |
| 1954      |     | Stal Sosnowiec                   | Budowlani (Lechia) Gdańsk    | Włókniarz (Garbarnia) Kraków                |
| 1955      |     | Budowlani (Odra) Opole           | Górnik Zabrze                | CWKS (Zawisza) Bydgoszcz                    |
| 1956      |     | Polonia Bytom                    | Górnik Radlin                | CWKS (Wawel) Kraków                         |
| 1957      | Pn  | Polonia Bydgoszcz                | Śląsk Wrocław                | Warta Poznań                                |
| 1957      | Pd  | Cracovia                         | Stal Mielec                  | Piast Gliwice                               |
| 1958      | Pn  | Pogoń Szczecin                   | Śląsk Wrocław                | Lech Poznań                                 |
| 1958      | Pd  | Górnik Radlin                    | Szombierki Bytom             | Stal Mielec                                 |
| 1959      | Pn  | Odra Opole                       | Lech Poznań                  | Arkonia Szczecin                            |
| 1959      | Pd  | Stal Sosnowiec                   | Unia Racibórz                | Wawel Kraków                                |
| 1960      | Pn  | Lech Poznań                      | Zawisza Bydgoszcz            | Unia Racibórz                               |
| 1960      | Pd  | Stal Mielec                      | Cracovia                     | Piast Gliwice                               |
| 1961      |     | Gwardia Warszawa                 | Arkonia Szczecin             | Naprzód Lipiny                              |
| 1962      | A   | Stal Rzeszów                     | Piast Gliwice                | Polonia Bydgoszcz                           |
| 1962      | B   | Pogoń Szczecin                   | Szombierki Bytom             | Śląsk Wrocław                               |
| 1962/63   |     | Szombierki Bytom                 | Unia Racibórz                | Raków Częstochowa                           |
| 1963/64   |     | Śląsk Wrocław                    | Zawisza Bydgoszcz            | Start Łódź                                  |
| 1964/65   |     | Wisła Kraków                     | GKS Katowice                 | Raków Częstochowa                           |
| 1965/66   |     | Cracovia                         | Pogoń Szczecin               | Unia Racibórz                               |
| 1966/67   |     | Gwardia Warszawa                 | Odra Opole                   | Górnik Wałbrzych                            |
| 1967/68   |     | Zagłębie Wałbrzych               | ROW Rybnik                   | Garbarnia Kraków                            |
| 1968/69   |     | Gwardia Warszawa                 | Cracovia                     | Górnik Wałbrzych                            |
| 1969/70   |     | ROW Rybnik                       | Stal Mielec                  | ŁKS Łódź                                    |
| 1970/71   |     | Odra Opole                       | ŁKS Łódź                     | Hutnik Kraków                               |
| 1971/72   |     | ROW Rybnik                       | Lech Poznań                  | Górnik Wałbrzych                            |
| 1972/73   |     | Szombierki Bytom                 | Śląsk Wrocław                | 3. Hutnik Kraków, 4. GKS Katowice           |
| 1973/74   | Pn  | Arka Gdynia                      | Motor Lublin                 | Widzew Łódź                                 |
| 1973/74   | Pd  | GKS Tychy                        | BKS Stal Bielsko-Biała       | Urania Ruda Śląska                          |
| 1974/75   | Pn  | Widzew Łódź                      | Lechia Gdańsk                | Motor Lublin                                |
| 1974/75   | Pd  | Stal Rzeszów                     | GKS Katowice                 | Piast Gliwice                               |
| 1975/76   | Pn  | Arka Gdynia                      | Lechia Gdańsk                | Motor Lublin                                |
| 1975/76   | Pd  | Odra Opole                       | Piast Gliwice                | Star Starachowice                           |
| 1976/77   | Pn  | Zawisza Bydgoszcz                | Zagłębie Wałbrzych           | Stoczniowiec Gdańsk                         |
| 1976/77   | Pd  | Polonia Bytom                    | Piast Gliwice                | GKS Katowice                                |
| 1977/78   | Pn  | Gwardia Warszawa                 | Lechia Gdańsk                | Bałtyk Gdynia                               |
| 1977/78   | Pd  | GKS Katowice                     | Górnik Wałbrzych             | GKS Tychy                                   |
| 1978/79   | Z   | Zawisza Bydgoszcz                | Bałtyk Gdynia                | Lechia Gdańsk                               |
| 1978/79   | W   | Górnik Zabrze                    | Star Starachowice            | GKS Tychy                                   |
| 1979/80   | Z   | Bałtyk Gdynia                    | Zagłębie Wałbrzych           | Stal Stocznia Szczecin                      |
| 1979/80   | W   | Motor Lublin                     | Gwardia Warszawa             | Broń Radom                                  |
| 1980/81   | Z   | Pogoń Szczecin                   | Piast Gliwice                | Stilon Gorzów Wielkopolski                  |
| 1980/81   | W   | Gwardia Warszawa                 | Hutnik Kraków                | Polonia Bytom                               |
| 1981/82   | Z   | GKS Katowice                     | BKS Stal Bielsko-Biała       | Stilon Gorzów Wielkopolski                  |
| 1981/82   | W   | Cracovia                         | Polonia Bytom                | Hutnik Kraków                               |
| 1982/83   | Z   | Górnik Wałbrzych                 | Olimpia Poznań               | Zagłębie Lubin                              |
| 1982/83   | W   | Motor Lublin                     | Resovia Rzeszów              | Radomiak Radom                              |
| 1983/84   | Z   | Lechia Gdańsk                    | Olimpia Poznań               | Odra Wodzisław Śląski                       |
| 1983/84   | W   | Radomiak Radom                   | Polonia Bytom                | Stal Mielec                                 |
| 1984/85   | Z   | Zagłębie Lubin                   | Gwardia Warszawa             | Szombierki Bytom                            |
| 1984/85   | W   | Stal Mielec                      | Igloopol Dębica              | Hutnik Kraków                               |
| 1985/86   | Z   | Olimpia Poznań                   | Zawisza Bydgoszcz            | Odra Wodzisław Śląski                       |
| 1985/86   | W   | Polonia Bytom                    | Wisła Kraków                 | Jagiellonia Białystok                       |
| 1986/87   | Z   | Szombierki Bytom                 | Bałtyk Gdynia                | Piast Gliwice                               |
| 1986/87   | W   | Jagiellonia Białystok            | Stal Stalowa Wola            | Górnik Knurów                               |
| 1987/88   | Z   | Ruch Chorzów                     | GKS Jastrzębie               | Piast Nowa Ruda                             |
| 1987/88   | W   | Stal Mielec                      | Wisła Kraków                 | Górnik Knurów                               |
| 1988/89   | Z   | Zagłębie Lubin                   | Zawisza Bydgoszcz            | Gwardia Warszawa                            |
| 1988/89   | W   | Zagłębie Sosnowiec               | Motor Lublin                 | Hutnik Kraków                               |
| 1989/90   |     | Hutnik Kraków                    | Igloopol Dębica              | Stal Stalowa Wola                           |
| 1990/91   |     | Stal Stalowa Wola                | Widzew Łódź                  | 3. Jagiellonia Białystok, 4. Miedź Legnica  |
| 1991/92   | Z   | Pogoń Szczecin                   | Szombierki Bytom             | Miedź Legnica                               |
| 1991/92   | W   | Siarka Tarnobrzeg                | Jagiellonia Białystok        | Stal Rzeszów                                |
| 1992/93   | Z   | Warta Poznań                     | Sokół Pniewy                 | Ślęza Wrocław                               |
| 1992/93   | W   | Polonia Warszawa                 | Stal Stalowa Wola            | Motor Lublin                                |
| 1993/94   | Z   | Raków Częstochowa                | Olimpia Poznań               | Miedź Legnica                               |
| 1993/94   | W   | Stomil Olsztyn                   | Petrochemia (Wisła) Płock    | GKS Bełchatów                               |
| 1994/95   | Z   | Śląsk Wrocław                    | Amica Wronki                 | Wisła Kraków                                |
| 1994/95   | W   | GKS Bełchatów                    | Siarka Tarnobrzeg            | FC Piaseczno                                |
| 1995/96   | Z   | Odra Wodzisław Śląski            | Ruch Chorzów                 | Zawisza Bydgoszcz                           |
| 1995/96   | W   | Polonia Warszawa                 | Wisła Kraków                 | Petrochemia (Wisła) Płock                   |
| 1996/97   | Z   | Dyskobolia Grodzisk Wielkopolski | Pogoń Szczecin               | Elana Toruń                                 |
| 1996/97   | W   | Petrochemia (Wisła) Płock        | KSZO Ostrowiec Świętokrzyski | Stal Stalowa Wola                           |
| 1997/98   | Z   | Ruch Radzionków                  | Aluminium Konin              | Śląsk Wrocław                               |
| 1997/98   | W   | GKS Bełchatów                    | Hutnik Kraków                | Górnik Łęczna                               |
| 1998/99   | Z   | Dyskobolia Grodzisk Wielkopolski | Raków Częstochowa            | Śląsk Wrocław                               |
| 1998/99   | W   | Petrochemia (Wisła) Płock        | Ceramika Opoczno             | Górnik Łęczna                               |
| 1999/2000 |     | Śląsk Wrocław                    | GKS Katowice                 | Górnik Łęczna                               |
| 2000/01   |     | RKS Radomsko                     | KSZO Ostrowiec Świętokrzyski | Górnik Polkowice                            |
| 2001/02   |     | Lech Poznań                      | Wisła Płock                  | 3. Szczakowianka Jaworzno, 4. Górnik Łęczna |
| 2002/03   |     | Górnik Polkowice                 | Świt Nowy Dwór Mazowiecki    | Górnik Łęczna                               |
| 2003/04   |     | Pogoń Szczecin                   | Zagłębie Lubin               | Cracovia                                    |
| 2004/05   |     | Korona Kielce                    | GKS Bełchatów                | 3. Arka Gdynia, 4. Widzew Łódź              |
| 2005/06   |     | Widzew Łódź                      | ŁKS Łódź                     | Jagiellonia Białystok                       |
| 2006/07   |     | Ruch Chorzów                     | Jagiellonia Białystok        | 3. Polonia Bytom, 4. Zagłębie Sosnowiec     |
| 2007/08   |     | Lechia Gdańsk                    | Śląsk Wrocław                | 3. Piast Gliwice, 4. Arka Gdynia            |

## I liga polska (2008–)
| Sezon   | 1. miejsce         | 2. miejsce                   | 3. miejsce, ew. dalsze miejsca uprawniające do gry w barażach                             | Król strzelców                                    |
| ------- | ------------------ | ---------------------------- | ----------------------------------------------------------------------------------------- | ------------------------------------------------- |
| 2008/09 | Widzew Łódź        | Zagłębie Lubin               | Korona Kielce                                                                             | Ilijan Micanski (Zagłębie Lubin) – 26             |
| 2009/10 | Widzew Łódź        | Górnik Zabrze                | Sandecja Nowy Sącz                                                                        | Marcin Robak (Widzew Łódź) – 18                   |
| 2010/11 | ŁKS Łódź           | Podbeskidzie Bielsko-Biała   | Flota Świnoujście                                                                         | Charles Uchenna Nwaogu (Flota Świnoujście) – 20   |
| 2011/12 | Piast Gliwice      | Pogoń Szczecin               | Zawisza Bydgoszcz                                                                         | Wojciech Kędziora (Piast Gliwice) – 18            |
| 2012/13 | Zawisza Bydgoszcz  | Cracovia                     | Bruk-Bet Termalica Nieciecza                                                              | Maciej Kowalczyk (Kolejarz Stróże) – 22           |
| 2013/14 | GKS Bełchatów      | Górnik Łęczna                | Dolcan Ząbki                                                                              | Dariusz Zjawiński (Dolcan Ząbki) – 21             |
| 2014/15 | Zagłębie Lubin     | Bruk-Bet Termalica Nieciecza | Wisła Płock                                                                               | Grzegorz Goncerz (GKS Katowice) – 21              |
| 2015/16 | Arka Gdynia        | Wisła Płock                  | Zagłębie Sosnowiec                                                                        | Szymon Lewicki (Zawisza Bydgoszcz) – 16           |
| 2016/17 | Sandecja Nowy Sącz | Górnik Zabrze                | Zagłębie Sosnowiec                                                                        | Igor Angulo (Górnik Zabrze) – 17)                 |
| 2017/18 | Miedź Legnica      | Zagłębie Sosnowiec           | Chojniczanka Chojnice                                                                     | Mateusz Machaj (Chrobry Głogów) – 17              |
| 2018/19 | Raków Częstochowa  | ŁKS Łódź                     | Stal Mielec                                                                               | Valērijs Šabala (Podbeskidzie Bielsko-Biała) – 12 |
| 2019/20 | Stal Mielec        | Podbeskidzie Bielsko-Biała   | 3. Warta Poznań, 4. Radomiak Radom, 5. Miedź Legnica, 6. Bruk-Bet Termalica Nieciecza     | Fabian Piasecki (Zagłębie Sosnowiec) – 17         |
| 2020/21 | Radomiak Radom     | Bruk-Bet Termalica Nieciecza | 3. GKS Tychy, 4. Arka Gdynia, 5. ŁKS Łódź, 6. Górnik Łęczna                               | Roman Gergel (Bruk-Bet Termalica Nieciecza) – 19  |
| 2021/22 | Miedź Legnica      | Widzew Łódź                  | 3. Arka Gdynia, 4. Korona Kielce, 5. Odra Opole, 6. Chrobry Głogów                        | Kamil Biliński (Podbeskidzie Bielsko-Biała) – 19  |
| 2022/23 | ŁKS Łódź           | Ruch Chorzów                 | 3. Bruk-Bet Termalica Nieciecza, 4. Wisła Kraków, 5. Puszcza Niepołomice, 6. Stal Rzeszów | Karol Czubak (Arka Gdynia) – 21                   |
| 2023/24 | Lechia Gdańsk      | GKS Katowice                 | 3. Arka Gdynia, 4. Motor Lublin, 5. Górnik Łęczna, 6. Odra Opole                          | Ángel Rodado (Wisła Kraków) – 22                  |
| 2024/25 | Arka Gdynia        | Bruk-Bet Termalica Nieciecza | 3. Wisła Płock, 4. Wisła Kraków, 5. Miedź Legnica, 6. Polonia Warszawa                    | Ángel Rodado (Wisła Kraków) – 23                  |

## Miejscowości na II szczeblu ligowym
7 klubów
- Warszawa: Gwardia, Hutnik, Lotnik, Marymont, Polonez, Polonia, Ursus[o]

6 klubów
- Bydgoszcz: BKS, Brda, Chemik, Hydrobudowa, Polonia, Zawisza
- Kraków: Cracovia, Garbarnia, Hutnik, Wawel, Wieczysta, Wisła
- Wrocław: Lotnik, Odra, Polar, Stal, Śląsk, Ślęza

4 kluby
- Katowice: Dąb, GKS, Rozwój, Stal
- Łódź: ŁKS, Start, Widzew, Włókniarz
- Ruda Śląska: Grunwald, Slavia, Urania, Wawel Wirek

3 kluby
- Białystok: Hetman, Jagiellonia, Włókniarz
- Bytom: Polonia, Ruch Radzionków[p], Szombierki
- Częstochowa: Raków, Skra, Victoria
- Gdańsk: Gedania, Lechia, Polonia
- Lublin: Gwardia, Lublinianka, Motor
- Poznań: Lech, Olimpia, Warta
- Rzeszów: Resovia, Stal, Walter
- Szczecin: Arkonia, Pogoń, Stal Stocznia
- Wodzisław Śląski: Górnik Pszów[q], Naprzód Rydułtowy[r], Odra

2 kluby
- Bielsko-Biała: BKS Stal, Podbeskidzie
- Chorzów: AKS, Ruch
- Dębica: Iglopool, Wisłoka
- Gdynia: Arka, Bałtyk
- Jaworzno: Szczakowianka, Victoria
- Kielce: Błękitni, Korona
- Kluczbork: Metal, MKS
- Olsztyn: Stomil, Warmia
- Pabianice: PTC, Włókniarz
- Piotrków Trybunalski: Concordia, Piotrcovia
- Przemyśl: Czuwaj, Polonia
- Radom: Broń, Radomiak
- Sosnowiec: AKS Niwka, Zagłębie
- Tarnów: Tarnovia, Unia
- Toruń: Elana, Pomorzanin
- Wałbrzych: Górnik, Zagłębie
- Włocławek: Kujawiak, Włocłavia
- Zabrze: Górnik, Sparta

1 klub
- Bełchatów: GKS
- Brzesko: Okocimski KS
- Bytów: Bytovia
- Chełmek: KS
- Chodaków: Bzura
- Chojnice: Chojniczanka
- Czermno: HEKO
- Dąbrowa Górnicza: Zagłębie
- Dębno: Dąb
- Dzierżoniów: Lechia
- Elbląg: Olimpia
- Gliwice: Piast
- Głogów: Chrobry
- Gorzów Wielkopolski: Stilon
- Gorzyce: Tłoki
- Grodzisk Mazowiecki: Pogoń
- Grodzisk Wielkopolski: Dyskobolia
- Grudziądz: Olimpia
- Iława: Jeziorak
- Inowrocław: Goplania
- Janikowo: Unia
- Jastrzębie-Zdrój: GKS
- Jelenia Góra: Karkonosze
- Kalisz: Calisia
- Kędzierzyn-Koźle: Chemik
- Kietrz: Włókniarz
- Knurów: Górnik
- Kołobrzeg: Kotwica
- Konin: Górnik/Aluminium/KP
- Kostrzyn nad Odrą: Celuloza
- Koszalin: Gwardia
- Krosno: Karpaty
- Legnica: Miedź
- Leszno: Polonia
- Lipiny: Naprzód[s]
- Lubań: Sparta
- Lubin: Zagłębie
- Łęczna: Górnik
- Łomża: ŁKS
- Łowicz: Pelikan
- Malbork: Pomezania
- Mielec: Stal
- Mława: MKS
- Myszków: KS
- Namysłów: Start
- Nieciecza: KS
- Niepołomice: Puszcza
- Nowa Ruda: Piast
- Nowa Sól: Dozamet
- Nowe Miasto Lubawskie: Drwęca
- Nowy Dwór Mazowiecki: Świt
- Nowy Sącz: Sandecja
- Oleśnica: Pogoń
- Oława: Moto Jelcz
- Opoczno: Ceramika
- Opole: Odra
- Ostrowiec Świętokrzyski: KSZO
- Ostrów Wielkopolski: Ostrovia
- Ozimek: Małapanew
- Piaseczno: FC
- Płock: Wisła
- Pniewy: Sokół
- Police: Chemik
- Polkowice: Górnik
- Pruszków: Znicz
- Puławy: Wisła
- Racibórz: Unia
- Radlin: Górnik
- Radomsko: RKS
- Radzionków: Ruch[p]
- Rydułtowy: Naprzód[r]
- Rybnik: ROW
- Sanok: Stal
- Siedlce: Pogoń
- Słupsk: Gryf
- Stalowa Wola: Stal
- Starachowice: Star
- Stargard: Błękitni
- Stronie Śląskie: Kryształ
- Stróże: Kolejarz
- Suwałki: Wigry
- Szczytno: Gwardia
- Świdnica: Polonia
- Świdnik: Avia
- Świętochłowice: Naprzód Lipiny[s]
- Świnoujście: Flota
- Tarnobrzeg: Siarka
- Tomaszów Mazowiecki: Lechia
- Turek: Tur
- Tychy: GKS
- Ursus: RKS[o]
- Wojkowice: Górnik
- Wronki: Amica
- Wyszków: Bug
- Zabierzów: Kmita
- Zamość: Hetman
- Ząbki: Dolcan
- Zgierz: Boruta
- Zielona Góra: Lechia

## Pozostałe informacje
- Drużyny rezerw nigdy nie zagrały na drugim poziomie ligowym, niewiele jednak brakowało, by do tego doszło. W 1952 r. awans na ten szczebel wywalczyły bowiem w barażach Cracovia II i Legia II Warszawa. Nie zagrały w tej klasie, ponieważ decyzją ówczesnych władz piłkarskich zostały przesunięte do specjalnie w tym celu utworzonej ligi rezerw. W latach 2000–2008 dwa zespoły rezerw wywalczyły awans do ówczesnej II ligi: sezonie 2000/01 były to rezerwy Legii, natomiast sezon później – rezerwy Amiki Wronki. Zgodnie z ówczesnym regulaminem drużyny te nie mogły jednak awansować na szczebel centralny.
- Widzew Łódź jako jedyny zespół w historii zdołał obronić tytuł mistrza I ligi w kolejnym roku. W sezonie 2008/09 wywalczył awans do Ekstraklasy, jednak decyzją PZPN został karnie zdegradowany za korupcję, pozostał więc w I lidze. W kolejnym sezonie, tj. 2009/10 ponownie wywalczył awans na najwyższy szczebel rozgrywek w Polsce, broniąc mistrzostwo wywalczone w poprzednim sezonie.